# Inverso di un numero complesso
L'inverso di un numero complesso {\displaystyle z=a+ib\neq 0} è quel numero tale che moltiplicato per {\displaystyle z} dà 1. Ovvero, indicando l'inverso con {\displaystyle z^{-1}}, è tale che:
{\displaystyle z\cdot z^{-1}=1}

## Costruzione algebrica
Conoscendo la norma ed il coniugato di {\displaystyle z} è possibile calcolare {\displaystyle z^{-1}} attraverso la formula:
{\displaystyle z^{-1}={\frac {\bar {z}}{|z|^{2}}}}
Ovvero, se {\displaystyle z=a+ib} otteniamo
{\displaystyle z^{-1}={\frac {a-ib}{a^{2}+b^{2}}}}
Nel caso di un numero reale {\displaystyle a=a+i0} si ottiene banalmente:
{\displaystyle a^{-1}={\frac {a}{a^{2}}}={\frac {1}{a}}}

## Costruzione geometrica
Fissato il punto {\displaystyle z} sul piano di Argand-Gauss è possibile costruire il punto {\displaystyle z^{-1}} usando alcuni teoremi della geometria euclidea.

### Primo metodo
Si fissi il punto del piano di Gauss che rappresenta il numero complesso {\displaystyle z} e si congiunga tale punto con l'origine {\displaystyle O}.
Si tracci la retta simmetrica alla retta {\displaystyle {\overline {Oz}}} rispetto all'asse reale.
Si disegni la circonferenza di centro nell'origine e raggio 1 e si indichi con {\displaystyle A} il punto di intersezione di tale circonferenza con la retta {\displaystyle {\overline {Oz}}}.
Si congiunga {\displaystyle z} con il punto {\displaystyle C}{\displaystyle =\left(1,0\right)} e si conduca da {\displaystyle A} la parallela alla retta {\displaystyle {\overline {Cz}}}.
Indicato con {\displaystyle B} il punto di intersezione di tale parallela con l'asse reale, si disegni la circonferenza con centro nell'origine e raggio {\displaystyle {\overline {OB}}}.
Il punto di intersezione di tale circonferenza con la retta simmetrica della retta {\displaystyle {\overline {Oz}}} rispetto all'asse reale è il punto del piano di Gauss che rappresenta il numero complesso {\displaystyle {\frac {1}{z}}}.
Infatti, per la similitudine dei triangoli {\displaystyle OAB} e {\displaystyle OzC}, si ha:
{\displaystyle Oz:OA=OC:OB\quad \Rightarrow \quad \left|z\right|:1=1:OB\quad \Rightarrow \quad OB={\frac {1}{|z|}}}
D'altra parte, essendo {\displaystyle z^{-1}={\frac {\overline {z}}{\left|z\right|^{2}}}} un multiplo di {\displaystyle {\overline {z}}} avrà il suo stesso argomento, ovvero starà nella retta {\displaystyle {\overline {O{\overline {z}}}}}
Quindi il numero costruito è proprio {\displaystyle {\frac {1}{z}}} poiché ha modulo uguale ad {\displaystyle {\overline {OB}}={\frac {1}{\left|z\right|}}} ed argomento opposto a quello di {\displaystyle z}.

### Secondo metodo
Si fissi il punto del piano di Gauss che rappresenta il numero complesso {\displaystyle z} e si tracci il complesso coniugato {\displaystyle {\overline {z}}}.
Si congiunga {\displaystyle {\overline {z}}} con l'origine {\displaystyle O}.
Si disegni la circonferenza con centro nell'origine e raggio 1 e si conduca da {\displaystyle {\overline {z}}} una delle due tangenti a tale circonferenza e si indichi con {\displaystyle T} il punto di tangenza.
Si congiunga tale punto con l'origine e si conduca, sempre da {\displaystyle T} la perpendicolare alla retta {\displaystyle {\overline {O{\overline {z}}}}}.
Il piede {\displaystyle X} di tale perpendicolare è il punto del piano di Gauss che rappresenta il numero complesso {\displaystyle {\frac {1}{z}}}.
Infatti, per il primo teorema di Euclide applicato al triangolo rettangolo {\displaystyle OT{\overline {z}}} si ha:
{\displaystyle {\overline {O{\overline {z}}}}:{\overline {OT}}={\overline {OT}}:{\overline {OX}}}
ma, poiché {\displaystyle \left|{\overline {z}}\right|=\left|z\right|}, si ha
{\displaystyle \left|z\right|:1=1:{\overline {OX}}\quad \Rightarrow \quad {\overline {OX}}={\frac {1}{\left|z\right|}}}.
Il segmento {\displaystyle {\overline {OX}}} è inoltre contenuto nella retta passante per l'origine e {\displaystyle {\overline {z}}}, quindi l'argomento è esattamente l'opposto di quello di {\displaystyle z}.